# بیهیویر سانتیاگو
بیهیویر سانتیاگو (انگلیسی: Behaviour Santiago) شرکت بازی ویدئویی شیلیایی است، که در سال ۲۰۰۲ تأسیس شد.